# آئینه سکندری
آئینهٔ سکندری کتابی دربارهٔ تاریخ ایران باستان است که توسط میرزا آقاخان کرمانی نوشته شده است. نویسنده در این کتاب مطالب تاریخی و اسطوره‌ای را درهم آمیخته و برای کلمات فارسی، معانی و اشتقاقات بی‌اساسی آورده است.